# Менли Палмър Хол
Менли Палмър Хол (на английски: Manly Palmer Hall) (18 март 1901, Онтарио, Канада – 29 август 1990, Лос Анджелис, САЩ) е американски езотеричен автор, писал в областта на философията, религията, митологията, окултизма и др. Най-известното му произведение е „Тайните учения на всички времена“ (The Secret Teachings of All Ages), от 1928 г. През 1934 г. създава организацията „Общество за философски изследвания“ (Philosophical Research Society), която днес притежава голяма библиотека и университет (University of Philosophical Research). Обществото провежда семинари, лекции, издава книги и списания. През целия си живот Менли Палмър Хол изнася няколко хиляди лекции, много от които са аудио записани или стенографирани, и пише статии за издаваните от него списания, на теми за астрология, Кабала, масонство, метафизика, митологии, розенкройцерство, теология, херметизъм и др.

## Съчинения
- „Изгубените ключове на свободното масонство“ (The Lost Keys Of Freemasonry), 1923
- „Тайните учения на всички времена“ (The Secret Teachings of All Ages), 1928
- „Лекции по антична философия“ (Lectures on Ancient Philosophy), 1929
- „Тайната съдба на Америка“ (The Secret Destiny of America), 1944
- „Символи на медитацията в източния и западния мистицизъм – тайните на мандалата“ (Meditation Symbols In Eastern & Western Mysticism – Mysteries of the Mandala), 1988